# Francisco Javier García de Leániz Arias de Quiroga
Francisco Javier García de Leaniz Arias de Quiroga, nascut a Sevilla el 3 de desembre de 1870 i mort a Madrid el 6 de febrer de 1945, fou un polític espanyol.

## Trajectòria
Estudià el batxillerat al Col·legi dels Jesuïtes. Es llicencià en dret a la Universitat de Sevilla als 19 anys. Va ingressar al Cos de Lletrats del Tribunal de Comptes del Regne i al Cos de l'Administració de l'Estat. Treballà en alguns ministeris i fou director del Gabinet particular del ministre Guillermo de Osma y Scull. Fou elegit diputat del Partit Conservador pel districte de Chantada a les eleccions generals espanyoles de 1907, repetint l'èxit a les eleccions de 1910 i 1914. Fou nomenat Director General de Comerç, Indústria i Treball en 1915. Fou Tresorer i Secretari general de l'Assemblea Suprema de la Creu Roja i Director General de Belles Arts (1920).
Durant el directori militar de Primo de Rivera fou Subsecretari d'Instrucció Pública i Belles Arts, membre de l'Assemblea Nacional Consultiva i Governador del Banc de Crèdit Local d'Espanya en 1928 (va romandre en el càrrec fins a 1936). Durant la Guerra Civil es va aixoplugar a l'Institut de Valencia de Don Juan, considerat territori neutral. Després de la guerra va viure precàriament i amb diverses xacres a Madrid fins a la seva mort en 1945.

## Reconeixements
Va rebre les Grans creus de Carles III, Isabel II i de la Creu Roja, i fou nomenat fill predilecte de Sevilla, Albacete i Lopera.

## Vida personal
Casat en 1898 amb María del Pilar Aparici Cabezas-Altamirano, amb la que va tenir vuit fills i que va morir de part en 1916. Es tornà a casar amb Rosalía Mena.